# Ans Niesink
Anna Elisabeth (Ans) Panhorst-Niesink (Amsterdam, 28 oktober 1918 - aldaar, 25 juli 2010) was een Nederlandse atlete, die vanaf de tweede helft van de jaren dertig tot ver in de jaren vijftig van de 20e eeuw in Nederland bij de vrouwen het gezicht bepaalde bij het discuswerpen en kogelstoten. In de periode van 1937 tot en met 1954 veroverde zij op beide nummers in totaal eenentwintig nationale titels en vestigde zij diverse nationale records. Bovendien nam de Amsterdamse deel aan verschillende grote internationale toernooien en behaalde daarin aansprekende resultaten, zoals een zilveren medaille bij de Europese kampioenschappen van 1946 in Oslo en een zesde plaats op de Olympische Spelen van 1948 in Londen.

## Biografie

### Eerst korfbal
Niesink was haar sportloopbaan aanvankelijk begonnen als korfbalster. Later werd zij sprintster bij AVA, waar haar werptalenten werden ontdekt door trainer Charles Dijkmans. Zij vond het van begin af aan heerlijk om te sporten. Waarschijnlijk had ze dit van haar vader, die behalve een bekend jurylid tevens een verwoed langeafstandswandelaar was. Hij deinsde er zelfs niet voor terug om, als Ans zondags een wedstrijd had, reeds op zaterdag te voet te vertrekken naar de plaats waar zijn dochter in actie kwam. Hij liep dan 's nachts eenvoudig door.

### Gekostumeerd bal
Ans Niesink was nog maar zeventien jaar oud en had op dat moment nog geen enkele Nederlandse seniorentitel veroverd, toen zij werd uitgezonden naar de Olympische Spelen van 1936 in Berlijn. Vanzelfsprekend maakte het toernooi een onvergetelijke indruk op de jonge atlete, die er met een discusworp van 35,21 m tot een fraaie zevende plaats reikte. Zij herinnert zich de Spelen als een grote happening, een gekostumeerd bal met de verkeerde feestgangers achteraf gezien, want natuurlijk kon je de vele uniformen niet over het hoofd zien. Pas later, in en na de oorlog met alle verschrikkingen, kwamen de schuldgevoelens. 'Toen heb ik mij afgevraagd, of ik wel had moeten gaan.'

### Nachtmerrie
Twee jaar later is Niesink opnieuw van de partij, als in Wenen de eerste officiële Europese kampioenschappen voor vrouwen worden georganiseerd. De mannen, die de eerste editie van deze kampioenschappen reeds vier jaar eerder hadden beleefd, komen in 1938 in Parijs in actie. De reis naar Wenen is overigens al zo gevaarlijk geworden, dat de KNAU overweegt om Nederland terug te trekken. Toch stapt het kleine damesploegje in de trein, die in Duitsland vele malen tot stilstand komt. De atletes zijn ‘s nachts de eerste ooggetuigen van grootscheepse troepenverplaatsingen.
In Wenen overkomt Ans Niesink wat waarschijnlijk de nachtmerrie is van iedere vrouwelijke topsporter. In volslagen concentratie voor haar volgende worp is ze zich er niet van bewust dat ze te veel kleding uittrekt. In haar badpak staat ze in de discusring met de ogen van de duizenden schaterende toeschouwers op zich gericht. Desondanks weet Ans Niesink bij het discuswerpen met een worp van 35,48 net als in Berlijn zevende te worden. Met de kogel komt ze met 10,66 tot een elfde plaats.

### Zeventien jaar tussen eerste en laatste record
Een jaar daarvoor was Ans Niesink, die inmiddels lid was geworden van de door Jan Blankers rond diens vrouw Fanny opgerichte Amsterdamse damesatletiekvereniging Sagitta, aan haar zegereeks op nationaal niveau begonnen, die bijna twee decennia zou voortduren. Zij werd in 1937 gelijk maar dubbelkampioene op discuswerpen en kogelstoten en verbeterde op beide nummers de nationale records (discus: 38,22 m, kogel: 11,53 m). De negen volgende jaren was Ans Niesink met de discus in eigen land niet te verslaan en tilde zij in die periode haar eigen nationale record in twee stappen tot het niveau van 41,60. Tekenend voor haar klasse is dat zij zichzelf, zeventien jaar na haar eerste recordverbetering en nog weer vijf nationale titels rijker, in 1954 andermaal overtrof en de discus tot een afstand van 42,30 wist te werpen, haar vierde nationale record op rij.
Met de kogel was ze in eigen land nauwelijks minder succesvol, al was haar overmacht in dit geval minder uitgesproken. Toch veroverde zij op dit nummer in totaal zeven nationale gouden plakken, de laatste in 1952. Haar nationale record uit 1937 verbeterde zij nadien nog eenmaal: in 1939 kwam Niesink tot 11,72.

### Stevige schoenen, bruine bonen en levertraan
Na de Tweede Wereldoorlog bereikt Ans Niesink, inmiddels getrouwd met Panhorst, op internationaal gebied al gauw weer het vooroorlogse niveau. Met de discus vestigt zij definitief haar naam door tijdens de Europese kampioenschappen in 1946 met een worp van 40,46 een zilveren medaille te veroveren en voegt daar vervolgens bij het kogelstoten met 11,35 een zesde plaats aan toe. Vanzelfsprekend maakt zij in 1947 dan ook deel uit van de Nederlandse olympische selectie, die vanaf november wekelijks bijeenkomt in de bossen van het Gooise Natuurreservaat bij Hilversum voor de verplichte olympische conditietraining ter voorbereiding op de Spelen in Londen. De trainingen worden geleid door Jan Blankers, die als een verlicht despoot de scepter zwaait over de vrouwenselectie. Hij schrijft niet alleen op trainingsgebied alles voor, maar geeft zijn pupillen ook allerlei goede raad op ander gebied. Zo adviseert hij bijvoorbeeld om naar de wekelijkse trainingen bij Hilversum stevige schoenen mee te brengen, 'vanwege de vochtigheid die de gymschoenen binnen korte tijd geheel met water zou doordringen.' Naast blikken Ovomaltine, een eiwitrijk voedingssupplement dat je aanmengde met water of melk, is er ook steun namens het Nederlands Olympisch Comité in de vorm van extra voedsel. Bij de meeste atleten bestaat het dagelijks rantsoen verder uit levertraan en bruine bonen, preparaten die onmisbaar worden geacht voor het atletische lijf. Bij Ans Panhorst-Niesink wil de levertraan er letterlijk niet in. 'Ik kon de smaak niet verdragen.'
Bij de Olympische Spelen in Londen moest Ans Panhorst-Niesink het bij het discuswerpen onder meer opnemen tegen de in topvorm zijnde Française Micheline Ostermeyer, die in Londen driemaal goud zou veroveren en na Fanny Blankers-Koen de succesvolste atlete van de Spelen werd. Wellicht geïmponeerd kwam de Nederlandse niet tot haar allerbeste resultaat (haar eigen Nederlandse record stond al sinds 1942 op 41,60), maar desondanks behaalde zij bij het discuswerpen met 38,74 een verdienstelijke zesde plaats.

### Op 43-ste nog eremetaal
Internationaal trad Ans Panhorst-Niesink daarna niet meer op de voorgrond. Maar nationaal zou zij nog vele jaren van zich doen spreken. Zelfs op haar 43-ste behaalde ze nog een medaille bij Nederlandse kampioenschappen. Haar man had haar weer eens weten over te halen om aan het NK deel te nemen. Ze kwam zo van het strand, waar het paar een zomerhuisje bezat, had weinig getraind, maar werd desondanks met 38,43 nog derde ook. "Ik ben nog vaak aan het sporten.... basketbal, volleybal of op de gymnastiekclub. Vreemd genoeg train ik weinig met de discus, maar mijn conditie blijft door de andere sporten toch goed. Ik zal gewoon doorgaan zolang ik er plezier in heb. En een enkel wedstrijdje pak ik wel eens mee," aldus Panhorst-Niesink in 1964.

## Nederlandse kampioenschappen
| Onderdeel    | Jaar                                                                               |
| ------------ | ---------------------------------------------------------------------------------- |
| kogelstoten  | 1937, 1938, 1940, 1941, 1944, 1948, 1952                                           |
| discuswerpen | 1937, 1938, 1939, 1940, 1941, 1942, 1943, 1944, 1946, 1948, 1949, 1952, 1953, 1954 |

## Persoonlijke records
| Onderdeel    | Prestatie | Datum       | Plaats   |
| ------------ | --------- | ----------- | -------- |
| kogelstoten  | 12,40 m   | 29 mei 1944 | Enschede |
| discuswerpen | 43,63 m   | 26 mei 1958 | Hoorn    |

## Onderscheidingen
- Unie-erekruis in goud van de KNAU - 1960